# 정치심리학
정치심리학(政治心理學, political psychology)은 정치 행동에 대한 법칙을 연구하는 것으로, 정치과정과 심리과정의 상호관계를 통일적으로 다루는 사회과학의 한 영역이다. 각종 정치과정이 개인행동의 내적 메커니즘과 어떤 관련을 맺고 있는가를 밝히고자 하는 것이 정치심리학의 주요 목표가 된다. 즉 이것은 모든 정치 현상을 심리학적 관점에서 해명하고자 하는 과학으로 사회심리학에 크게 의존하고 있다. 정치심리학은 정치적 태도와 투표행동을 집중적으로 연구해 왔다.